# Damned Damned Damned
 (octobre 2017).
Si vous disposez d'ouvrages ou d'articles de référence ou si vous connaissez des sites web de qualité traitant du thème abordé ici, merci de compléter l'article en donnant les références utiles à sa vérifiabilité et en les liant à la section « Notes et références ».
Albums de The Damned
Music for Pleasure
(1977)
Singles
1. New Rose
Sortie : 22 octobre 1976
2. Neat Neat Neat
Sortie : 18 février 1977

Damned Damned Damned est le premier album studio du groupe de punk rock britannique The Damned, sorti en février 1977 chez Stiff Records.
Il est considéré comme l'un des albums punks les plus influents[réf. nécessaire] notamment en raison de ses singles New Rose et Neat Neat Neat.

## Présentation
Le 22 octobre 1976, The Damned sort son premier single New Rose sur le label indépendant Stiff Records, considéré par les spécialistes comme le premier 45 tours de l'histoire du punk rock britannique,.
Le 30 novembre, ils sont aussi le premier groupe punk à enregistrer une session pour l'émission de John Peel sur la BBC Radio 1.
Après le succès du single et une tournée avec les Sex Pistols, les Heartbreakers et The Clash, le groupe entre en studio pour enregistrer  un premier album. Après dix jours d'enregistrement, le mixage est achevé le 15 janvier 1977, le jour où les cassettes masters sont compilées.
Quelques jours plus tard, le 18 février 1977, sort Damned Damned Damned, produit par Nick Lowe, qui a précédemment enregistré New Rose, et entièrement composé par Brian James.
Il est, également, reconnu comme étant le premier album complet sorti par un groupe punk britannique,.
Il est très bien accueilli par la critique qui salue le sens des textes et l'aspect mélodique des morceaux par ailleurs très nerveux de l'album.
La dernière piste, I Feel Alright, est une reprise ré-intitulée du titre 1970 des Stooges.

## Liste des titres
Toutes les chansons sont écrites et composées par Brian James sauf annotations.
|       | 'Face A'                                     |      |
| A1.   | Neat Neat Neat                               | 2:43 |
| A2.   | Fan Club                                     | 2:56 |
| A3.   | I Fall                                       | 2:06 |
| A4.   | Born to Kill                                 | 2:36 |
| A5.   | Stab Your Back (Rat Scabies)                 | 1:00 |
| A6.   | Feel the Pain                                | 3:37 |
|       | 'Face B'                                     |      |
| B1.   | New Rose                                     | 2:43 |
| B2.   | Fish (Brian James, Tony James)               | 1:39 |
| B3.   | See Her Tonite                               | 2:30 |
| B4.   | 1 of the 2                                   | 3:09 |
| B5.   | So Messed Up                                 | 1:52 |
| B6.   | I Feel Alright (reprise de 1970 des Stooges) | 4:26 |
| 31:17 |                                              |      |

### Deluxe expanded edition
En février 2007, à l'occasion du 30e anniversaire de l'album, Castle Music, filiale du label Sanctuary Records, publie une édition digipack remastérisée Deluxe expanded de 3 CD qui se compose, pour le premier disque de l'album original Damned Damned Damned, pour le second disque, d'une compilation de titres bonus inclant des démos, des morceaux live, des faces B et des morceaux enregistrés lors de Peel Sessions. Enfin, le dernier disque reprend une prestation live, précédemment inédite, au 100 Club de Londres, le 6 juillet 1976.
Ce box set est accompagné d'un livret d'album de 16 pages.
| 1.  | I Fall (démo, juin 1976)                         | 2:57 |
| 2.  | See Her Tonite (démo, juin 1976)                 | 2:41 |
| 3.  | Feel the Pain (démo, juin 1976)                  | 5:12 |
| 4.  | Help (face B, Stiff, octobre 1976)               | 1:43 |
| 5.  | Stab Yor Back (Peel session, 30/11/1976)         | 1:00 |
| 6.  | Neat Neat Neat (Peel session, 30/11/1976)        | 2:40 |
| 7.  | New Rose (Peel session, 30/11/1976)              | 2:41 |
| 8.  | So Messed Up (Peel session, 30/11/1976)          | 2:28 |
| 9.  | I Fall (Peel session, 30/11/1976)                | 2:11 |
| 10. | Singalongascabies (face B, Stiff, février 1977)  | 1:01 |
| 11. | Fan Club (Peel session, 05/05/1977)              | 3:04 |
| 12. | Feel the Pain (Peel session, 05/05/1977)         | 3:34 |
| 13. | Stretcher Case Baby (Peel session, 05/05/1977)   | 1:48 |
| 14. | Sick of Being Sick (Peel session, 05/05/1977)    | 2:29 |
| 15. | I Feel Alright (en concert, 19/05/1977)          | 4:49 |
| 16. | Born to Kill (en concert, 19/05/1977)            | 3:01 |
| 17. | Sick of Being Sick (en concert, 19/05/1977)      | 2:50 |
| 18. | Neat Neat Neat (en concert, 19/05/1977)          | 2:57 |
| 19. | Fan Club (en concert, 19/05/1977)                | 2:56 |
| 20. | Stretcher Case Baby (en concert, 19/05/1977)     | 2:27 |
| 21. | Help (en concert, 19/05/1977)                    | 1:33 |
| 22. | Stab Yor Back (en concert, 19/05/1977)           | 1:02 |
| 23. | So Messed Up (en concert, 19/05/1977)            | 2:35 |
| 24. | New Rose (en concert, 19/05/1977)                | 3:26 |
| 25. | Stretcher Case Baby (single Stiff, juillet 1977) | 2:14 |
| 26. | Sick of Being Sick (single Stiff, juillet 1977)  | 2:00 |

Notes
- Titres nos 5 à 9 enregistrés sur la BBC Radio 1 pour les Peel Sessions, le 30/11/1976 au Maida Vale Studio 4, diffusée le 10/12/1976[16].
- Titres nos 11 à 14 enregistrés sur la BBC Radio 1 pour les Peel Sessions, le 05/05/1977 au Maida Vale Studio 4, diffusée le 16/05/1977[17].
- Titres nos 15 à 24 enregistrés pour la BBC le 19/05/1977 au Victoria Palace, diffusée le 21/05/1977.

| 1.  | 1 of the 2     | 3:42 |
| 2.  | New Rose       | 2:58 |
| 3.  | Alone          | 3:51 |
| 4.  | Help           | 1:47 |
| 5.  | Fan Club       | 3:01 |
| 6.  | I Feel Alright | 4:20 |
| 7.  | Feel the Pain  | 4:46 |
| 8.  | Fish           | 1:51 |
| 9.  | Circles        | 4:42 |
| 10. | See Her Tonite | 2:51 |
| 11. | I Fall         | 3:08 |
| 12. | So Messed Up   | 2:38 |

## Crédits
| - Dave Vanian : chant - Brian James : guitare, chant - Captain Sensible : basse, chant - Rat Scabies : batterie, chant | - Production : Nick Lowe - Ingénierie : Bazza - Pochette et illustrations : Erica Echenberg, Judy Nylon, Patti Palladin, Peter Kodick |